# Cristescu vs. România
Cauza Cristescu vs. România (petiția numărul 13589/07, hotărârea din 10 ianuarie 2012) reprezintă o cauză judecată de către Curtea Europeană a Drepturilor Omului în care Curtea a decis că România nu a încălcat articolul 8 din Convenția Europeană a Drepturilor Omului. 

## Descrierea cazului
Reclamantul din acest caz este un cetățean român cu domiciliul în București căruia instanțele române i-au recunoscut dreptul de a avea legături personale cu copilul său. Cu toate că decizia instanței de judecată a rămas irevocabilă reclamantul a pus în vedere Curții faptul că nu a putut pune în executare respectiva hotărâre judecătorească. Potrivit reclamantului principala cauză a ne-executării hotărârii judecătorești a fost rezistența fostei sale soții (sindromul alienării părintești) coroborată cu ineficiența mecanismelor legale oferite de către statul român pentru punerea în aplicare a hotărârii. În fapt, demersurile de executare silită a hotărârii judecătorești s-au lovit de refuzul constant al minorului de a pleca cu tatăl său după pronunțarea hotărârii de divorț din anul 2002.  Între anii 2002 și 2007 între părinți s-au purtat numeroase procese în legătură cu reîncredințarea, lămurirea dispozitivului programului de legături personale, contestații la executare și aplicarea unor daune moratorii. Niciunul dintre aceste procese nu a suspendat executarea dar a generat o atitudine alienatoare a părintelui rezident.

## Decizia Curții
Curtea a reținut că autoritățile au asistat în mod corespunzător reclamantul în demersurile sale de punere în executare a hotărârii de vizitare a minorului, insuccesul acestor demersuri fiind generat de refuzul constant al minorului alienat în a-și vedea tatăl. În ceea ce privește instanțele naționale Curtea a reținut că acestea au analizat în mod corespunzător probele administrate, toate garanțiile procesuale fiind respectate. Cu privire la executare curtea a reținut că autoritățile au avut o reacție promptă de încercare de punere în executare care însă nu s-au finalizat cu succes deoarece părintele rezident (mama) s-a  opus în ciuda unei sancțiuni cu caracter administrativ aplicată de către procuror mamei și în ciuda stabilirii de către instanțe a unor daune cominatorii pe fiecare zi de întârziere, până la data punerii în executare a hotărârii. Curtea a dat de asemenea relevanță faptului că instanțele interne au analizat de o manieră amănunțită fiecare acțiune în justiție formulată de către părți, garanțiile procesuale fiind deplin respectate. Curtea reținut de asemenea că refuzul minorului de a-și vedea tatăl a reprezentat un element constant pe parcursul timpului și că deși reclamantul a învinovățit-o în mod constant pe mama copilului de influențarea negativă a copilului nu a încercat o altă abordare a situației conflictuale. Reluând raționamentul expus în cauza Fușcă vs. România, Curtea a stabilit importanța prezenței creditorului în demersurile de executare silită în cauzele referitoare la exercitarea unui drept de vizită al unui minori, nefiind de conceput succesul unei executări silite în absența acestuia la fața locului. De asemenea Curtea a reținut că o abordare mai atentă și prevenitoare din partea reclamantului ar fi avut mai multe șanse de a asigura succesul executării silite: de exemplu curtea a reținut că reclamantul nu a solicitat asistența vreunui psiholog sau asistent social, pe parcursul executării silite